# NA-4230
La  NA-4230  es una carretera local perteneciente a la Red de Carreteras de Navarra que se inicia en PK 20,19 de NA-411 y termina en PK 24,97 de N-121-A. Tiene una longitud de 7,41 kilómetros.